# Подгородцы
Подгородцы (укр. Підгородці) — село в Сколевской городской общине Стрыйского района Львовской области Украины.
Население по переписи 2001 года составляло 2132 человека. Занимает площадь 2,72 км². Почтовый индекс — 82612. Телефонный код — 3251.